# Jiří Soják
Jiří Soják (Brno, 13 maggio 1936 – 17 ottobre 2012) è stato un botanico cecoslovacco.
Ha lavorato al Museo Nazionale di Praga. Nel suo lavoro scientifico, ha descritto un gran numero di specie vegetali. Si è dedicato in modo particolare alla Potentilla. Dal 1970 al 1990 è stato a capo del dipartimento botanico del Museo Nazionale.

## Pubblicazioni
- Soják, J. 1972. Doplňky k nomenklatuře některých rodů (Phanerogamae). Časopis Národního Muzea (Prague) Oddíl Přírodovědný 141: 61-63
- Soják, J. 1979. Fragmenta phylotaxonomica etnomenclatorica 1. Časopis Národního Muzea (Prague) Oddíl Přírodovědný 148: 193—209.
- Soják, J. 1985. Some new northern hybrids in Potentilla L. Preslia 57: 263—266
- Soják, J. 1986. Notes on Potentilla. I. Hybridogenous species derived from intersectional hybrids of sect. Niveae X sect. Multifideae. Botanische Jahrbücher für Systematic 106: 145—210
- Soják, J. 1989. Notes on Potentilla (Rosaceae) VIII. P. Mivea L. agg. Candollea 44: 741-62
- Soják, J. 2004. Potentilla L. (Rosaceae) and related genera in the former USSR (identification key, checklist and figures). Notes on Potentilla XVI. – Bot. Jahrb. Syst. 125: 253–340
- Soják, J. 2006. New infraspecific nomenclatural combinations in twelve American species of Drymocallis and Potentilla (Rosaceae) (Notas on Potentilla XVII.)Thaiszia – J. Bot. 16: 47-50

## Eponimia
- (Asteraceae) Atractylis sojakii Rech.f.[1]
- (Caryophyllaceae) Silene sojakii Melzh.[2]
- (Euphorbiaceae) Tithymalus sojakii (Chrtek & Křísa) Chrtek & Křísa[3]

- (Fabaceae) Astragalus sojakii Podlech[4]
- (Fabaceae) Oxytropis sojakii Vassilcz.[5]
- (Ranunculaceae) Ranunculus sojakii Iranshahr & Rech.f.[6]

- (Rosaceae) Alchemilla sojakii K.M.Purohit & Panigrahi[7]
- (Rubiaceae) Galium sojakii Ehrend. & Schönb.-Tem.[8]
- (Thymelaeaceae) Daphne sojakii Halda[9]